# Yanet Bermoy
Yanet Bermoy (Cienfuegos, 29 de maio de 1987) é uma judoca cubana, medalhista de prata nos Jogos Olímpicos de Verão de 2008 e medalhista de ouro nos Jogos Pan-Americanos de 2007.